# ویله پلتونن
ویله پلتونن (فنلاندی: Ville Peltonen؛ زادهٔ ۲۴ مهٔ ۱۹۷۳) بازیکن هاکی روی یخ اهل فنلاند بود.